# David J. Apple
David Joseph Apple, MD (* 14. September 1941 in Alton, Illinois; † 18. August 2011 in Charleston, South Carolina) war ein US-amerikanischer Ophthalmologe und Pathologe, dessen Forschungsschwerpunkt in den pathologischen Komplikationen bei intraokularen Linsen und in der allgemeinen ophthalmologischen Chirurgie lag. Des Weiteren war er Medizinhistoriker und schrieb die Biographie von Sir Harold Ridley, dem Erfinder der Intraokularen Linse.

## Herkunft
David Joseph Apple wurde in Alton, Illinois, am 14. September 1941 als Sohn von Joseph und Margaret Bearden Apple geboren. Er hatte einen Bruder, Robert, der 1937 geboren wurde und im Jahre 1994 verstorben ist.

## Ausbildung und beruflicher Werdegang
David Apple besuchte die East Alton-Wood River High School in Wood River, Illinois, wo er 1959 seinen Abschluss machte. Er absolvierte den Abschluss an der Northwestern University, University of Illinois College of Medicine und sein Praktikum und Facharztausbildung in Pathologie an der Louisiana State University. Im Jahr 1980 beendete er seine Facharztausbildung an der University of Iowa. Er war Assistent und anschließend Privatdozent für Ophthalmologie bei Morton F. Goldberg, MD, an der The University of Illinois Eye and Ear Infirmary und Abraham Lincoln School of Medicine in Chicago von 1971 bis 1975. Seine Facharztausbildung beendete er in der klinischen Ophthalmologie unter Frederick C. Blodi, MD, an der University of Iowa im Jahr 1979.
Apple zog 1988 nach South Carolina, um Professor der Ophthalmologie und Pathologie, Professor und Chairman am Storm Eye Institute, Medical University of South Carolina, Charleston, zu werden. Er hielt den Pawek-Vallotton-Lehrstuhl für Biomedical Engineering inne und war Direktor des Center of Research on Ocular Therapeutics and Biodevices bis 2002. Als er von 1988 bis 1996 die Leitung des Department of Ophthalmology in Charleston innehatte, unternahm er erfolgreich Bemühungen, 8,8 Millionen $ aufzubringen, um eine Erweiterung auf die dritte Etage und eine komplette Renovierung des Augeninstitutes fertigzustellen. Nach seiner Rückkehr trat er vom Vorsitz zurück und wurde Direktor der Forschungsabteilung.
Apple gründete das „Center for Developing World Ophthalmology“ in der Zeit, als er Professor für Ophthalmologie und Pathologie am Storm Eye Institute, Charleston SC war. Sein Labor in Charleston (später auch: Salt Lake City, Sullivan's Island und Heidelberg) war ein offizielles Kollaborationszentrum der Weltgesundheitsorganisation Prävention für Blindenprogramme. Sein Treffen mit dem Weltgesundheitsorganisation-Programmdirektor Bjorn Thylefors von der Präventions-Blindenabteilung war entscheidend, um die Weltgesundheitsorganisation mit Informationen zu versorgen, welcher Typ einer IOL bei Kataraktoperationen in Entwicklungsländern benutzt werden sollte. Apple schrieb darüber im Jahr 1991.
2002 kehrte er nach Utah zurück und zog mit seinem Center for Intraocular Lens Research wieder nach Salt Lake City, Utah – in die Stadt, in der er mit seiner IOL-Forschung begonnen hat.
Seine Karriere zeichnet aus, dass er als einziger Ophthalmologe vier der angesehensten Ehrungen/Auszeichnungen in seinem Gebiet erhalten hat:
1. The Life Achievement Honor Award by the American Academy of Ophthalmology (AAO)
2. The AAO Ophthalmology Hall of Fame award in 2007
3. The ASCRS Innovator's (Kelman) Award in 2005
4. The Binkhorst Lecture Medal in 1988

1998 wurde er als einziger Amerikaner ausgewählt, um eine Gastvorlesung bei dem Oxford Ophthalmological Congress zu halten, die jährlich an der University of Oxford stattfindet. Er erhielt den Senior Honor Award der American Academy of Ophthalmology (AAO) in San Diego, CA.
2003 wurde er in die Deutsche Akademie der Naturforscher Leopoldina aufgenommen. Mit dem Koautor Gottfried O. H. Naumann publizierte er 1990 Pathologie des Auges, ein deutsches Lehrbuch für Augenpathologie. Die englische Version Pathology of the Eye publizierte er 1986.
Im Jahr 2006 erhielt Apple eine Auszeichnung vom International Intra-Ocular Implant Club – die IIIC-Medaille. Anlässlich der Hundertjahrfeier von Sir Harold Ridley referierte er über "Sir Harold Ridley and his Fight for Sight".

## Sir Harold Ridley
In den 1980er Jahren hat Apple in Salt Lake City begonnen, die intraokularen Linsen (IOLs), einschließlich der Linsen, die aus dem Auge aufgrund von Komplikationen entfernt (explantiert) wurden, zu untersuchen. Seine wissenschaftlichen Abhandlungen über IOLs weckten das Interesse von Harold Ridley, dem britischen Erfinder der intraokularen Linsen. Ridley und David Apple begannen sich auszutauschen, woraufhin Ridley Apple zu sich nach Hause, in der Nähe von Salisbury in England, einlud. Dies war der Beginn einer Freundschaft, die großen Einfluss auf die Wiederherstellung und Legitimisierung von Ridleys Ruf als Erfinder der IOL, und Apples Ruf als führender Forscher bei den IOL, hatte.

## Privatleben
Apple heiratete 1995 Ann Addlestone und wurde Stiefvater von Scott E. Kabat und Jacqueline B. Kabat. Sein Bruder, Robert V. Apple, hatte zwei Kinder, einen Sohn, Lee B. Apple, und zwei Töchter, Rana Apple Ford und Dione Apple Badkar, die in Kalifornien lebten. Ende der 1990er Jahre erkrankte er ernsthaft (er diagnostizierte selbst richtigerweise Krebsmetastasen an der Zunge). Zwischen 1999 und 2011 hatte er zahlreiche Lungenentzündungen und war häufig im Krankenhaus – am schwersten traf ihn ein zerebraler Schlaganfall, den er zwei Jahre nach seinem Umzug nach Salt Lake City erlitt.
Apple hatte, abgesehen von der Ophthalmologie, ein großes Interesse an klassischer Musik – er war Mitglied im Vorstand der Charleston Symphony und dem Charleston Ballet Theatre und war in der Chamber Music Charleston tätig. Gleichzeitig war er ein Liebhaber der Militärgeschichte und hatte sich auf den Zweiten Weltkrieg und den Amerikanischen Bürgerkrieg spezialisiert.
David Apple starb am Nachmittag des 19. August 2011 in Charleston SC. Die Beerdigungsfeier fand am Sonntag, den 21. August 2011 im Beth Elohim Temple und die Beerdigung im Beth Elohim Cemetery, Huguenin Avenue, Charleston SC, statt.

## Apples Vermächtnis
- Miyake-Apple-Technik. Diese Methode der Sektion des Auges von einem Leichnam wurde ursprünglich von David Apple entwickelt und von Kasatu Miyake MD weiterentwickelt. Das Auge wird von hinten bis zur hinteren Linsenkapsel eröffnet. Anschließend wird der vordere Augenabschnitt auf einer Kamera befestigt, so dass die IOL in-situ von hinten betrachtet werden kann, so als würde man von hinten durch die Linse und Hornhaut durchsehen. Mittels dieser Technik konnten Apple und seine Kollegen das Verhalten verschiedener IOLs, die aus verschiedenen Biomaterialien und Linsendesigns besteht, analysieren.
- Das Apple-Korps. Sein nachhaltigster Einfluss besteht darin, dass er Apple über 200 Studenten und Ärzte in Charleston und Salt Lake City ausbildete und genau diese „Studenten“ nun weltweit Schlüsselpositionen in der ophthalmologischen Ausbildung und Praxis einnehmen. Während seines aktiven Arbeitslebens nannte Apple seine Gruppe gerne "The Apple Korps" (ein Wortspiel: Apfelkern heißt auf Englisch Apple-core und reimt sich mit “Korps” in Deutsch; und Apple als ein Amateur-Kriegs-Historiker dachte auch auf ironische Weise an Rommels Afrikakorps). Sein Labor war international, seine Mitarbeiter und wissenschaftlichen Mitarbeiter wurden in der ganzen Welt rekrutiert.[1]
- Forschungslabor. Als David Apple verstarb, befand sich das Apple-Labor in Sullivan's Island bei Charleston, South Carolina. Im Jahr 2012 zog das David J Apple International Laboratory for Ocular Pathology um und wurde in der Universität Heidelberg, in der Augenklinik der Universität, neu aufgebaut. Gerd U. Auffarth, Ärztlicher Direktor der Universitäts-Augenklinik – ehemaliger wissenschaftlicher Mitarbeiter des Apple-Korps – setzte seine Pläne um, ein internationales Labor für Intraokulare ophthalmologische Geräte/Instrumente einzurichten, mit dem Ziel, die Forschungsarbeit von David Apple weiterzuführen und auszuweiten. In dem Labor in Heidelberg werden die Archive, historische Explantate aus dem Labor und Briefwechsel von Apple aufbewahrt.
- Amon-Apple Enhanced Square Edge. Dabei handelt es sich um eine Barriere für Zellproliferation an der Übergangszone von Haptik und Optik bei einstückigen IOLs. Das Kantendesign wurde zunächst 2003 von Peter Toop und Mike Ring entwickelt, die beide Ingenieure beim IOL-Hersteller Rayner Intraocular Lenses Limited waren, nachdem sie von Michael Amon, Augenchirurg in Wien, Österreich, und von David Apple beraten wurden. Mit diesem Design soll die Nachstar-Entstehung reduziert werden, indem eine unüberbrückbare physische Barriere für die Zellmigration von der haptischen Oberfläche zur optischen Oberfläche der Linse hergestellt wird. Amon und Apple erkannten 2002 (nachdem sie entsprechend eine Studie der Centerflex minus power lenses und eine klinische Studie der regulären Stärke der Centerflex lenses durchgeführt hatten) an, dass alle modernen einstückigen injizierbaren IOLs einen Schwachpunkt hatten, den Apple als die „Achillessehne“ bezeichnete, die haptisch-optische Übergangszone, an dieser Stelle besitzt die IOL keine Kante und folglich eine unvollständige Barriere für die Nachstar-Entstehung.

## Publikationen
Seine Publikationen bezüglich der IOL-Studien und sein historischer Überblick führten zur Publikation von zwei Lehrbüchern: Evolution of Intraocular Lenses im Jahr 1985 und Intraocular Lenses. Evolution, Designs, Complications, and Pathology im Jahr 1989.
Apples Biographie von 2006, Sir Harold Ridley and his Fight for Sight: He changed the world so that we may better see it, erschien, nachdem Harold Ridley, der britische Erfinder der Intraokularlinse, David Apple beauftragte, seine Biographie zu verfassen.
Apple hat mehr als 1.400 wissenschaftliche Vorträge, 168 wissenschaftliche Poster und mehr als 60 Ausstellungen und Videos präsentiert. Er verfasste 566 wissenschaftliche Publikationen, einschließlich 23 Lehrbücher und 71 Kapitel in Lehrbüchern.

## Querverweis
• Harold Ridley (Ophthalmologe)
• Intraokulare Linse